# L'Arboç
L'Arboç est une commune de la province de Tarragone, en Catalogne, en Espagne, de la comarque de Baix Penedès.

## Géographie
La ville est située dans la partie orientale de la région, entouré par la fin du Castellet et Gornal (Alt Penedès), sauf à l'ouest, à la frontière Banyeres del Penedès et un petit secteur avec Sant Jaume dels Domenys. L'enclave de Can Vies (0,3 km) est séparée environ 1.300 mètres du principal secteur du terme. L'enclave est entre Castellet et Gornal, Castellvi Marque et Santa Margarita i els monjos, Alt Penedès et la province de Barcelone.
Les cultures traditionnelles sont vignes, olives, tête de série (aujourd'hui en régression franche).

## Lieux et monuments
Carrer Major - Rue Principale

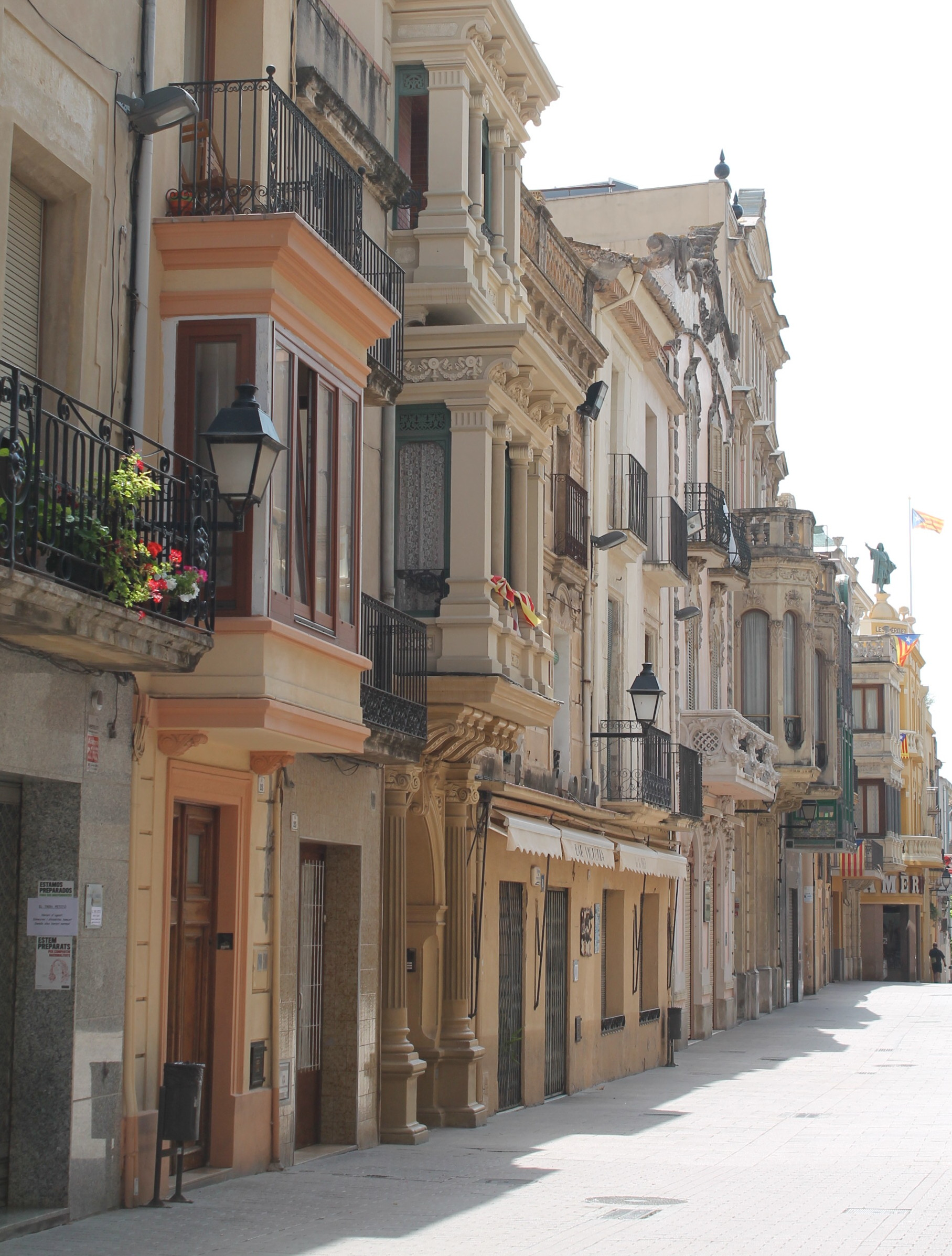
Maisons de la rue principale
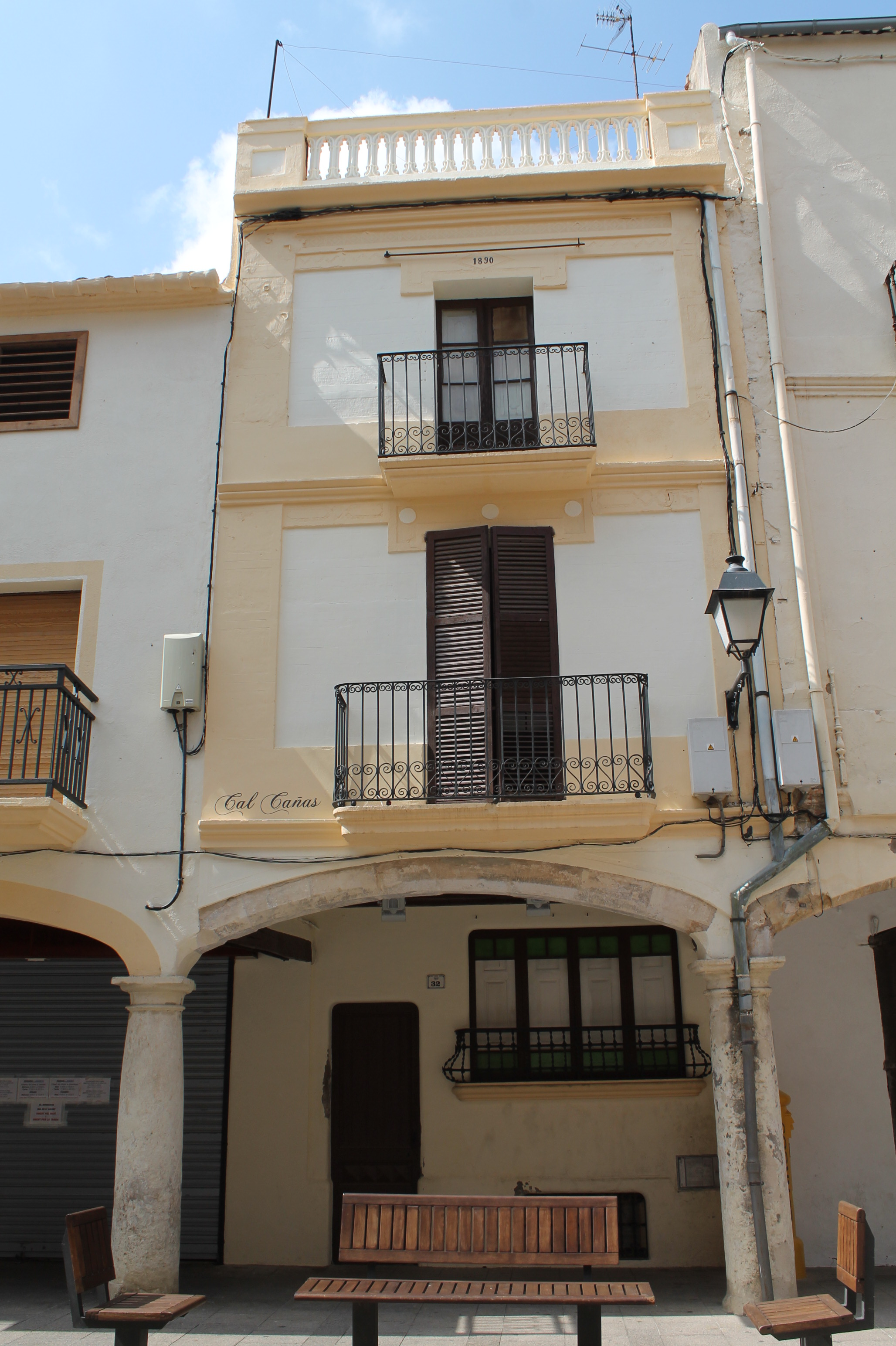
Maison à arcades
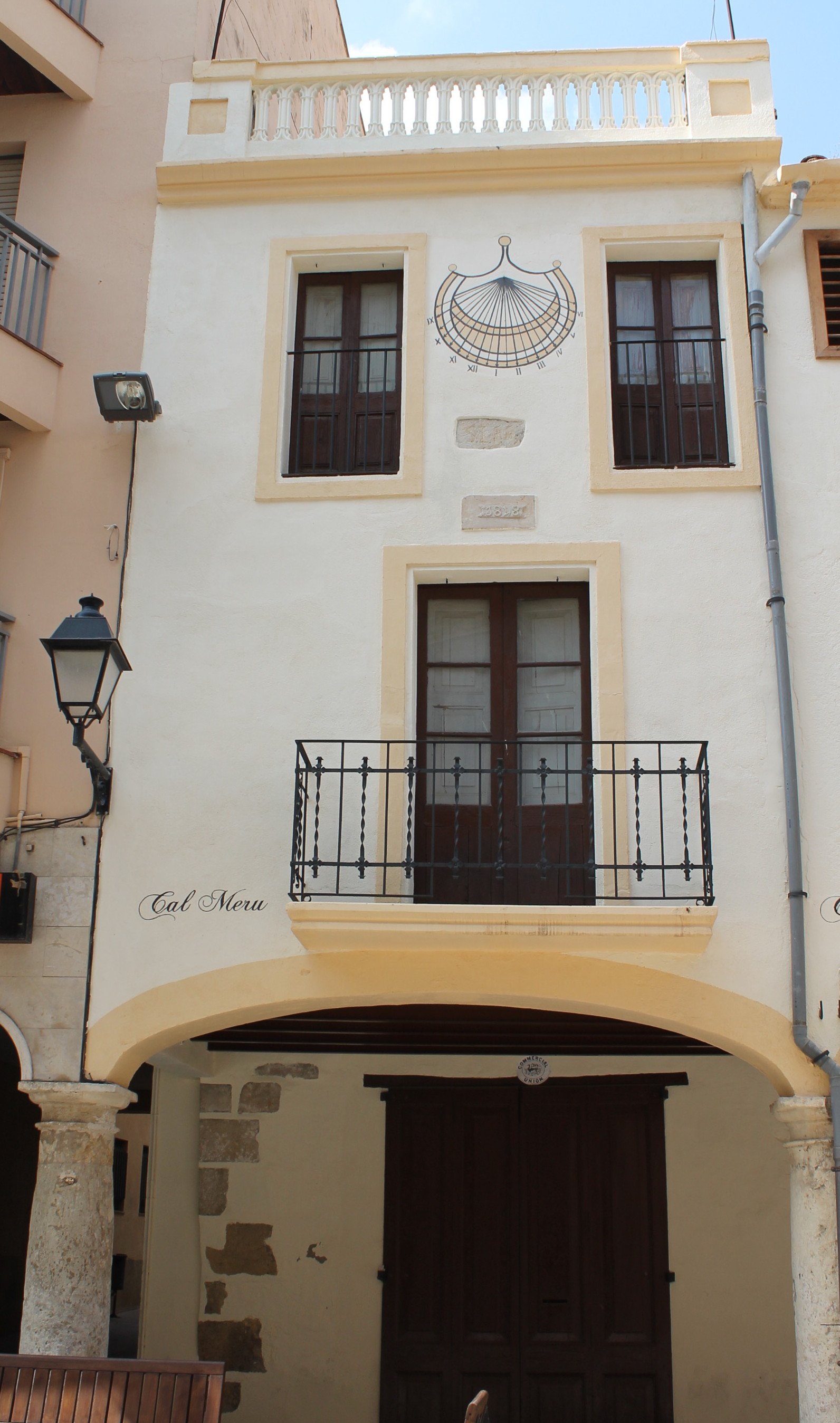
Maison à arcades
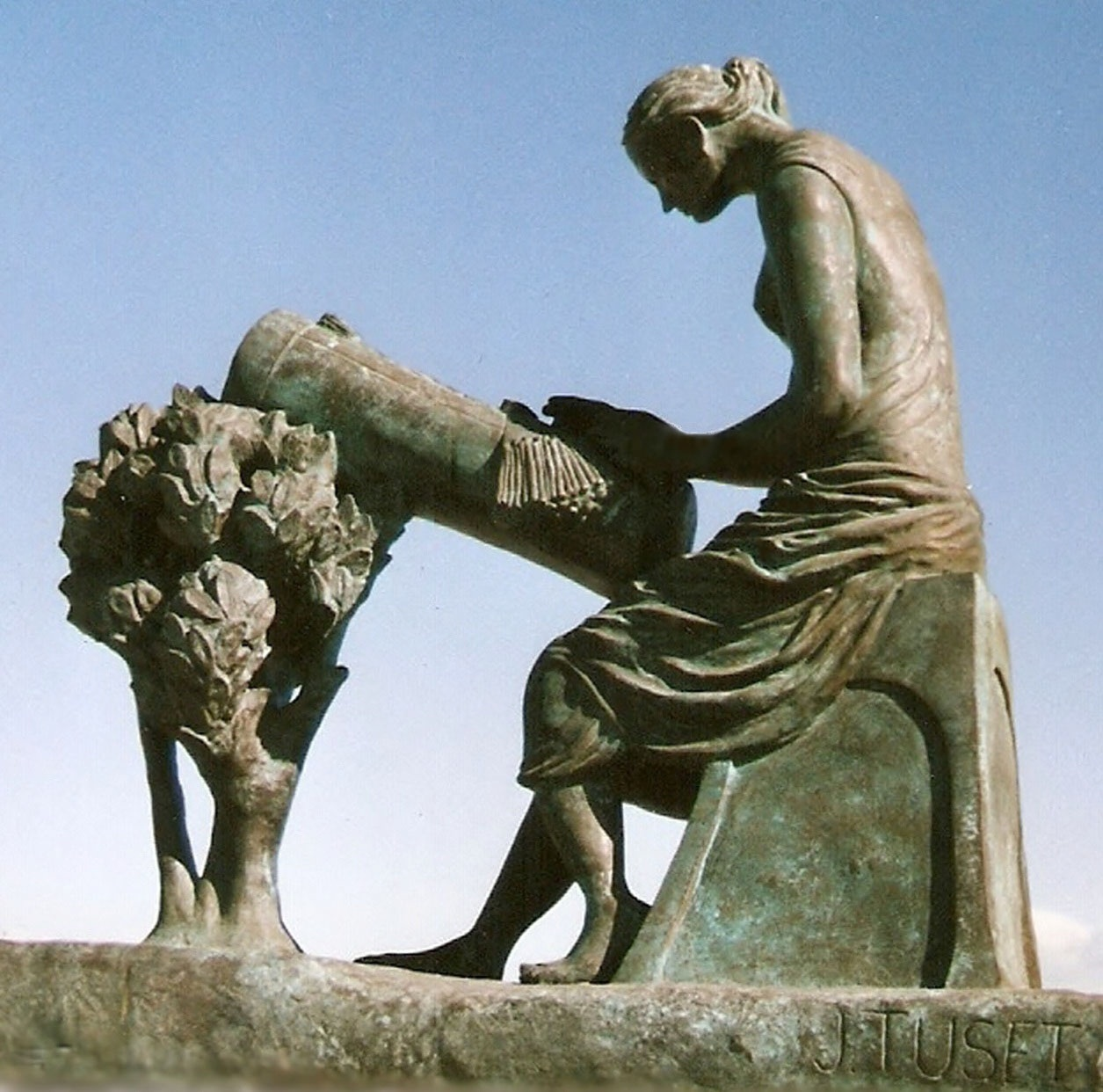
Monument à la dentellière de L'Arboç. Sculpteur Joan Tuset i Suau

En 2005 a été inauguré le monument à la Puntaire de l'Arboç, sculpture en bronze du sculpteur Joan Tuset i Suau, situé dans la rotonde à l'entrée de l'Arboç par le ministre du Commerce et du Tourisme de la Generalitat de Catalogne, Josep Huguet.

## Personnalités
- Aureli Maria Escarré i Jané (1908-1968), Abbé du Monastère de Montserrat
- Salvador Sadurní i Urpí (1941): gardien del Futbol Club Barcelona
- Joan Tuset i Suau (1957), peintre et sculpteur

## Vie culturelle et sportive

### La grande fête de la ville
La grande fête de la ville de L'Arboç cest une des plus typiques de la Catalogne. Le quatrième dimanche d'août est célébré comme le dicton populaire dans la région: Le quatrième dimanche d'août est plus élevé Parti à L'Arboç, et accueille une variété d'événements: de la performance du folklore de la ville, le groupe de démons, bastoneros, géants, bestiaire ou garçons, à des concerts de l'un des groupes du moment. Mais le moment le plus attendu pour la plupart des arbocenses et arbocenques est le carretillada traditionnelle, quand Main Street accueille diables de danse sombres.
La grande fête de la ville de L'Arboç 2008 a retrouvé "La danse de Pastorets et Pastoretes" pas démarré à partir de 1947.
En 2009, La grande fête de la ville de L'Arboç a été déclaré fête du patrimoine d'intérêt national par la Generalitat de Catalogne.